# Anniqa
Anniqa (født 1. januar 1950 i Piteå, Sverige, døbt Anniqa Järlefors) er en skandinavisk entertainer og multikunstner, der især huskes for sine kvælerslanger.
Efter en karriere som bl.a. slangetæmmer, sanger og dyrehandler flyttede hun omkring 1969-70 til Danmark, hvor hun også blev skuespiller, kunstmaler og bodybuilder.
Som skuespiller medvirkede hun blandt andet i filmene Det gode og det onde og Blind makker, og hun spillede med i en enkelt revy og havde en rolle i Mus og Mænd på Amagerscenen i 1980.
Anniqa deltog i 1977 i den Internationale Schlagerfestival Menschen und Meer med sangen "På et tæppe nær ved Stranden". Prisen Anniqa vandt er udstillet på Memory Lane Rockmuseum med andre effekter fra Anniqas karriere.
Hun deltog i 1981 i Dansk Melodi Grand Prix med sangen Sikken dejlig dame, der handlede om Mae West. Sangen blev nummer tre.
Hun har bl.a. været gift med dyrehandleren Ingemar Forss, bokseren Hans Jørgen Jacobsen og bodybuilderen/skuespilleren Sven-Ole Thorsen.
Sammen med Sven-Ole Thorsen rejste hun i 1985 til USA, hvor hun stadigvæk bor. I 1994 blev Anniqa amerikansk statsborger. Hun har sit eget motionscenter og arbejder som fitness-instruktør.

## Trivia
Skuespilleren Lisbet Dahl fik sit gennembrud i Cirkusrevyen 1976 via "en spydig og giftig parodi på cirkusprinsessen Anniqa med kvælerslangen". Dansk Kvindebiografisk Leksikon – Lisbet Dahl